# 管俊中
管俊中（1932年—），男，上海人，中国舞蹈编导，曾任福建省歌舞团副团长，福建省歌舞剧院副院长，中国舞蹈家协会理事。